# Eta Acuáridas

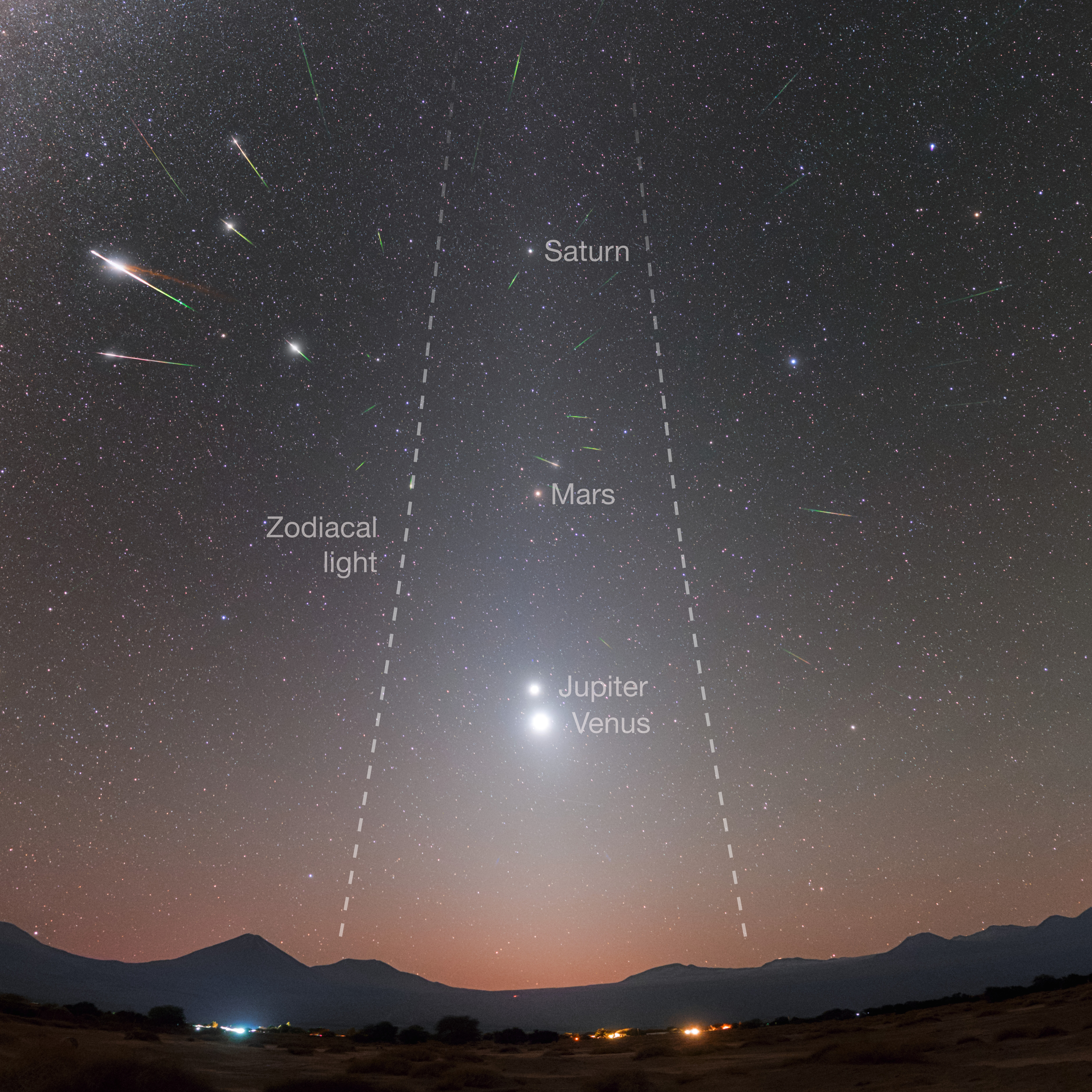
Lluvia de meteoros.

Las Eta Acuáridas son una lluvia de meteoros asociadas con el cometa Halley.
La lluvia es visible desde aproximadamente el 21 de abril hasta aproximadamente el 20 de mayo cada año, con su mayor actividad alrededor del 6 de mayo. A diferencia de la mayoría de las grandes lluvias de meteoros anuales, no existe un punto máximo para esta lluvia, sino que hay un cúmulo de buenas frecuencias que duran aproximadamente una semana centrada en el 7 de mayo. Los meteoros que vemos actualmente como miembros de la lluvia de Eta Acuáridas, se separaron del cometa Halley hace cientos de años. La órbita actual del cometa Halley no pasa lo suficientemente cerca de la Tierra para ser una fuente de actividad de meteoros.
Aunque esta lluvia no es tan espectacular como las Leónidas, no es un evento ordinario. Las Eta Acuáridas reciben su nombre porque su radiante parece centrarse en la constelación de Acuario, cerca de una de las estrellas más brillantes de la constelación, Eta Aquarii. La máxima actividad de la lluvia es aproximadamente de un meteoro por minuto, aunque esa frecuencia es raramente vista desde las latitudes más al norte, debido a la baja altitud del radiante.
Las Eta Acuáridas son mejor vistas en las horas antes del amanecer, lejos del brillo de las luces de la ciudad. Para los observadores de lugares más al norte, el radiante de la lluvia se encuentra apenas sobre el horizonte por unas pocas horas antes del amanecer, y  observadores previos al amanecer, suelen ser premiados con frecuencias que se incrementan a medida que el radiante se eleva antes del amanecer. El mejor lugar para ver la lluvia es cerca del ecuador terrestre hasta 30 grados de latitud sur.
En 2005, la lluvia fue favorablemente visible porque coincidía con una luna nueva el 7 de mayo. En 2011, el máximo de la lluvia fue de nuevo favorecido con una luna nueva el 2 de mayo, lo que quiere decir, que el periodo alrededor del máximo era visible en cielos libres de luna antes del amanecer. En 2012 fueron vistas en peores condiciones; el 5 de mayo se vieron los meteoros más brillantes junto a una superluna alrededor del atardecer. El 6 de mayo de 2013 había una luna en cuarto creciente en el cielo antes de amanecer.